# Țară insulară

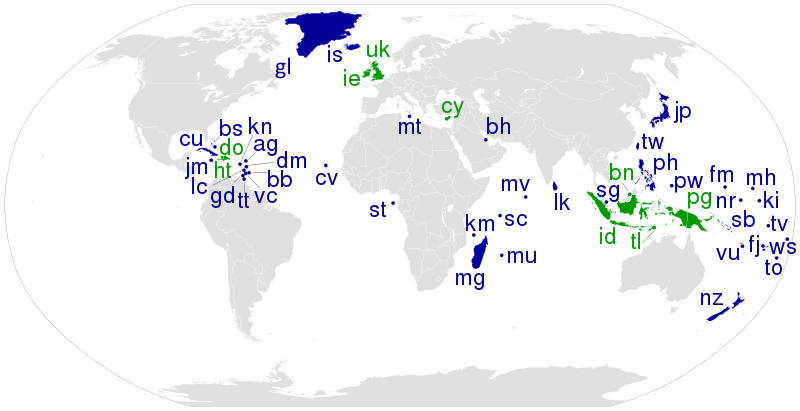
Țări insulare

O țară insulară este o țară compusă din o insulă, mai multe insule sau o parte de o insulă. În anul 2016 (dintr-un total de 193 de țări) sunt înregistrate la ONU  47 de țări insulare (reprezentând 24%) (fără Republica Chineză și Ciprul de Nord). Cea mai mare țară insulară este Indonezia (Australia fiind considerată în general continent) și cea mai mică Nauru.

## Politica
Procentul de țări insulare care sunt democratice este mai mare decât cea al țărilor continentale. Istoric au fost mai predispuse la stabilitate politică decât cele continentale.

## Apărare
Țările insulare au fost adesea baza cuceririlor maritime și a rivalității istorice dintre alte țări. Țările insulare sunt mai sensibile la atacul altor țări mai mari, continentale, din cauza dimensiunii lor și a dependenței lor de liniile maritime și aeriene de comunicare. Multe țări insulare sunt, de asemenea, vulnerabile la prădarea de către mercenari și alți cotropitori străini, iar izolarea le face o țintă dificilă.

## Geografie
Unele țări insulare sunt mai afectate  de schimbările climatice decât alte țări, deoarece pot avea probleme cu reducerea teritoriului, cu deficitul de apă și, uneori, fiind necesară strămutarea. Unele țări joase insulare sunt în pericol de a dispărea sub apele aflate în creștere din Oceanul Pacific. Schimbările climatice pot afecta țările insulare și prin provocarea unor catastrofe naturale, cum ar fi cicloane tropicale, uragane, inundații sau secetă.  În 2011, Centrul de legislație privind schimbările climatice (Center for Climate Change Law, CCCL) a organizat o conferință la care au participat 272 de persoane din 39 de națiuni insulare, conferință cu tematica Aspecte juridice privind amenințările la adresa națiunilor insulare.

## Economie
Multe țări insulare se bazează foarte mult pe importuri și sunt foarte afectate de schimbările din economia mondială. Economiile țărilor insulare sunt de obicei mai mici și mai vulnerabile la costurile de transport, a daunelor mediului asupra infrastructurii și la izolarea față de economiile unor țări mai mari, continentale; excepție fiind Japonia, Australia și Marea Britanie care sunt țări insulare cu economie foarte dezvoltată. Industria dominantă în majoritatea țărilor insulare este turismul.

## Compoziție
Țările insulare sunt de obicei mici, cu populații mici.
Unele țări insulare sunt centrate pe una sau două insule majore, cum ar fi Marea Britanie, Trinidad și Tobago, Noua Zeelandă, Taiwan și Singapore. Altele sunt răspândite pe sute sau mii de insule mai mici, cum ar fi Filipine, Indonezia, Seychelles și Maldive. Unele țări insulare împărtășesc una sau mai multe din insule lor cu alte țări, cum ar fi Regatul Unit cu Irlanda; Haiti cu Republica Dominicană și Indonezia care împarte insule cu Papua Noua Guinee, Brunei, Timorul de Est și Malaezia.
Geografic, Australia este considerată țară continentală, mai degrabă decât insulară. Cu toate acestea, în trecut, a fost considerat o țară insulară în scop turistic (printre altele) și este încă adesea menționată ca atare.